# منتخب جزر العذراء الأمريكية لكرة القاعدة
منتخب جزر العذراء الأمريكية لكرة القاعدة (بالإنجليزية: U.S. Virgin Islands national baseball team)‏ هو ممثل الولايات المتحدة الرسمي في المنافسات الدولية في كرة القاعدة
.